# Palpita ocellata
Palpita ocellata là một loài bướm đêm trong họ Crambidae.